# Phanoxyla acuta
Phanoxyla acuta är en fjärilsart som beskrevs av Walker 1856. Phanoxyla acuta ingår i släktet Phanoxyla och familjen svärmare. Inga underarter finns listade i Catalogue of Life.